# آيت الشرقي (أولاد سي امحمد بن عيسى)
آيت الشرقي هو دُوَّار يقع بجماعة آيت عمار، إقليم خريبكة، جهة بني ملال خنيفرة في المملكة المغربية. ينتمي الدوّار لمشيخة أولاد سي امحمد بن عيسى التي تضم 10 دواوير. يقدر عدد سكانه بـ 597 نسمة حسب الإحصاء الرسمي للسكان والسكنى لسنة 2004.

## وصلات خارجية
- البوابة الوطنية للجماعات الترابية
- المندوبية السامية للتخطيط